# Сира (древен град)
Сира (на старогръцки: Σίρρα или Σέρραι, Σειραίος, Σιρραίος, Sirra) е древногръцки полис (след IV век пр. Хр.) в съвременната област Македония в региона между реките Стримон (днешна Струма) и Нестос (днешна Места). Сира се намирал на територията на одомантите.
Основан е от Пеонците. Създава се и развива от Филип II Македонски.